# James Palmer (Journalist)
James Palmer (geboren 1978) ist ein britischer Journalist und Autor.
Palmer lebte mehr als 15 Jahre in Peking und arbeitete mit Daoisten- und Buddhisten-Gruppen in China und der Mongolei zu Umweltfragen. Im Jahr 2003 wurde er von der der Zeitschrift Spectator mit dem Shiva-Naipaul-Preis für Reisereportagen ausgezeichnet. Er schrieb bis 2017 für das China File der Asia Society. Im Jahr 2019 zog er nach Washington, D.C. Palmer ist Deputy Editor der Zeitschrift Foreign Policy und publiziert ihren wöchentlichen Newsletter China Brief.

## Werke
- The Bloody White Baron: The Extraordinary Story of the Russian Nobleman Who Became the Last Khan of Mongolia. Faber and Faber, London 2009, ISBN 978-0-571-23024-2
  - Dt. Ausgabe: Der blutige weisse Baron: die Geschichte eines Adeligen, der zum letzten Khan der Mongolei wurde. Aus dem Engl. von Nora Matocza und Gerhard Falkner, Eichborn, Frankfurt/M. 2010, ISBN 978-3-8218-6234-7
- The Death of Mao: The Tangshan Earthquake and the Birth of the New China. Faber and Faber, London 2012, ISBN 978-0-571-24399-0